# Аткинс против Вирџиније
Аткинс против Вирџиније, 536 U.S. 304 (2002), је случај у којем је Врховни суд Сједињених Држава пресудио 6 према 3 да погубљење особа са интелектуалним инвалидитетом крши забрану окрутних и неуобичајених казни Осмог амандмана, али да државе могу дефинисати који има интелектуалну ометеност. У време када је одлучено о Аткинсу, 18 од 38 држава са смртном казном изузело је ментално онеспособљене преступнике од смртне казне.
Дванаест година касније, у предмету Хол против Флориде, Врховни суд САД је сузио дискреционо право према којем америчке државе могу прогласити особу осуђену за убиство као превише интелектуално неспособну да би била погубљена.

## Позадина
Стандард Осмог амандмана за окрутне и неуобичајене казне, како је навео Суд у предмету Вимс против Сједињених Држава, „може добити значење како јавно мњење буде просветљено хуманом правдом“. Суд је ову идеју о „развијању стандарда пристојности“ проширио на судску праксу о смртној казни у предмету Цокер против Џорџије када је одлучио да је смртна казна неуставно несразмерна казна за кривично дело силовања одрасле жене. Касније, у предмету Пенри против Лино, Суд је утврдио да нема довољно објективних доказа о националном консензусу против погубљења особа са интелектуалним инвалидитетом.
Године 1986. Џорџија је била прва држава која је забранила погубљење особа са интелектуалним инвалидитетом. Конгрес је уследио две године касније, а следеће године Мериленд се придружио тим двема јурисдикцијама. Дакле, када се Суд суочио са овим питањем у Пенрију 1989. године, Суд није могао рећи да се појавио национални консензус против погубљења особа са интелектуалним инвалидитетом. Током наредних 12 година, још 16 држава је изузело особе са интелектуалним инвалидитетом од смртне казне према својим законима, чиме је укупан број држава порастао на 18, плус савезна влада.

## Случај
Око поноћи 16. августа 1996, након дана проведеног заједно пијући алкохол и пушећи марихуану, 18-годишњи Дерил Ренард Аткинс (рођен 6. новембра 1977) и његов саучесник Вилијам Џонс отишли су до оближње продавнице, где су отели су Ерика Незбита, пилота из оближње ваздухопловне базе Ленгли. Када су схватили да Незбит носи само 60 долара, одвезли су га до оближњег банкомата где су снимци са надзорне камере показали да приморавају Незбита да подигне још 200 долара. Двојица отмичара су затим одвезли Незбита на изоловану локацију где је Незбит упуцан осам пута и убијен док се молио за живот.
Џонс не би одговарао на полицијска питања без присуства адвоката. Касније је тврдио да је Аткинс био стрелац. Са Џонсом је договорен уговор о доживотном затвору у замену за његово сведочење против Аткинса. На суђењу, порота је одлучила да је Џонсова верзија догађаја „кохерентнија и веродостојнија“, и осудила је Аткинса за убиство. Држава је тражила смртну казну под законским отежавајућим околностима будуће опасности и подлости. Форензички психолог Еван Нелсон је сведочио да је Аткинс имао коефицијент интелигенције 59. Нелсон је рекао да је то „у рангу да је благо ментално ретардиран“. Порота је осудила Аткинса на смрт упркос сведочењу.
Врховни суд Вирџиније потврдио је Аткинсову осуду, али је поништио смртну казну у жалбеном поступку утврдивши да је судија који је изрекао казну користио образац пресуде који није укључивао опцију да порота изрекне доживотну казну ако утврди да ниједан од отежавајућих фактора није био доказано ван разумне сумње.
Психолог Стентон Саменов је на другом рочишту за изрицање пресуде сведочио тужилаштву да је Аткинс био „најмање просечне интелигенције” на основу застарелог теста из 1972. Саменоу је проценио Аткинсов речник и знање о актуелним стварима и сведочио да је разумео узрок и последицу, и могао користити релативно сложене речи као што су оркестар и децимални. Признајући да је Аткинсов академски учинак био "углавном" ужасан, Саменоу је рекао да испуњавање академских услова није задржало пажњу оптуженог. Тужилаштво је такође изнело сведочење о Аткинсовој криминалној историји која је почела у раној адолесценцији и укључивала је више од десет ранијих кривичних дела за пљачку, крађу и провалу.
Аткинс је осуђен на смрт по други пут. Казну је потврдио Врховни суд Вирџиније на основу претходне одлуке Врховног суда, Пенри против Лина. Судија Синтија Д. Кинсер била је ауторка већине од пет чланова. Судије Лирој Раунтри Хасел старији и Лоренс Кунц млађи су аутори издвојених мишљења.
Врховни суд Сједињених Држава одобрио је цертиорари „због озбиљности забринутости које су изразили неистомишљеници“ и „у светлу драматичне промене у државном законодавном пејзажу до које је дошло у последњих 13 година“. Суд је саслушао усмене речи аргументације у предмету од 20. фебруара 2002.

## Реакција
Стручњаци за ментално здравље су генерално одобрили одлуку. Извршни директор Америчког удружења за интелектуалне и развојне сметње рекао је да је то "важан дан за заговорнике инвалидности и за нашу земљу". Многе организације за ментално здравље поднеле су амикусе у знак подршке Аткинсу. Америчка психијатријска асоцијација је тврдила да стручњаци за ментално здравље могу да донесу „објективно одређивање“ менталне инвалидности „користећи временски тестиране инструменте и протоколе са доказаном валидношћу и поузданошћу“.
Даглас Мосман је био критичан према импликацијама клиничке анализе која је у основи одлуке. Основно прихватање Суда да је морална способност узрочно повезана са психијатријским дијагнозама стигматизује ментално хендикепиране особе, рекао је Мосман, имплицирајући да су оне мање морално одговорне од особа без инвалидитета. Стварањем изузећа на основу кривице за испуњавање услова за смртну казну, одлука ће приморати судове да одлуче да ли се други психијатријски инвалиди на сличан начин квалификују.